# Beregama
Beregama is een geslacht van spinnen uit de  familie van de Sparassidae (jachtkrabspinnen).

## Soorten
- Beregama aurea (L. Koch, 1875)
- Beregama cordata (L. Koch, 1875)
- Beregama goliath (Chrysanthus, 1965)
- Beregama herculea (Thorell, 1881)